# Эрн, Фёдор Александрович
Фёдор Александрович Эрн (23 июня (10 июня) 1863 — 27 декабря 1926) — педагог, министр народного просвещения Северо-Западного правительства, председатель Псковской городской думы.

## Биография
Потомок старинного шведского дворянского рода, лютеранин по вероисповеданию. Родился в Смоленске, брат известного адвоката Александра Эрна, депутата Государственной думы IV созыва от Владимирской губернии. Среднее образование получил в Смоленской губернской, а затем в Псковской губернской гимназии, которую окончил в 1882 году. В тот же год поступил на физико-математический факультет Санкт-Петербургского университета. В 1886 году окончил его со званием кандидата математических наук. Посвятил себя педагогике, сознательно отказавшись от научной карьеры. С 1887 по 1889 год был учителем в частных школах Барановой и Норман в Петербурге. В 1889 году Эрн с молодой женой, Прасковьей Павловной (урождённой ?), переехал в Ригу, так как по распоряжению попечителя учебного округа был переведён преподавателем математики в Рижскую городскую гимназию (известную также как немецкая школа при Домской церкви). Был вынужден участвовать в проводимом правительством процессе русификации школ, о чём потом сожалел и писал с горечью.
Общественный деятель. По его инициативе на фабрике Кузнецова возник библиотечный кружок. В 1905 году создал Союз учителей, вошедший в прогрессивный Всероссийский союз учителей. Вступил в партию конституционных демократов, был выборщиком в I Государственную думу. Общественная деятельность привела к тому, что Эрн был отправлен властями в отставку без права преподавания в государственных училищах. Фёдор Александрович учительствовал в частных учебных заведениях Риги — в женской гимназии О. Э. Беатер, еврейской школе, был директором Коммерческого училища Н. Н. Миронова.
Публицист, один из основателей либеральной газеты  «Рижские новости» (1909—1910). В ней же начал публиковаться.  Статьи на педагогические темы печатал в журналах «Русская школа», «Вестник воспитания». В 20-е опубликовал 4 статьи в латвийских газетах «Сегодня», «Воля», «Рижский курьер».
В 1915 году Фёдор Александрович вместе с женой и дочерью эвакуировался в Псковскую губернию.  Там он издавал и редактировал газету «Псковская речь», был председателем союза учителей Пскова. В 1916 году — товарищ председателя, а в 1919 году — председатель Псковской демократической думы. В августе 1919 года вошёл в качестве министра народного просвещения в состав Северо-Западного правительства, сформированного в Ревеле. В самом начале января 1920 года Эрн вернулся в Ригу, для того, чтобы снова приступить к педагогической деятельности. Он преподавал математику в Рижской городской русской средней школы, известной в те годы как Ломоносовская гимназия. Был председателем Союза русских учителей в Латвии, возглавлял с апреля 1921 года до ноября 1922 года Русский отдел Министерства образования Латвии.
Во время гражданской войны погибла единственная дочь Фёдора Александровича и её муж. Александра Эрн была замужем за Вячеславом Якушкиным (младшим), сыном Е. Е. Якушкина. Вплоть до марта 1919 Вячеслав был редактором антибольшевистской газеты "Южное слово" в Николаеве. Вся семья уже была на пароходе, готовом их эвакуировать, но их малолетний сын ушиб колено, и Якушкины сошли на берег, чтобы показать мальчика хирургу. Вячеслава арестовали и расстреляли большевики. После гибели мужа Александра Фёдоровна вместе сыном вернулась в Москву, но по дороге заболела сыпным тифом и вскоре умерла. Внук Эрна, Владимир Якушкин (1917—1995) воспитывался в Москве в семье своего другого деда, Е. Е. Якушкина.
В 1925 году в Риге скончалась жена Фёдора Александровича, Прасковья Павловна. Умирая, Ф. А. Эрн оставил завещание, в котором просил похоронить его по православному обряду на Покровском кладбище. По благословению архиепископа Иоанна воля покойного была исполнена.
В феврале 1927 года рижская газета «Слово» в номерах с 408-го по 420-й опубликовала воспоминания Ф. А. Эрна «40 лет жизни русского интеллигента».

## О нём
- Покровское кладбище. Слава и забвение. Именной указатель захоронений Рижского Покровского кладбища
- Скончался Ф. А. Эрн // Газета «Сегодня», 28 декабря 1926 г
- Б. Н. Шалфеев, Ф. А. Эрн как общественный деятель // газета «Сегодня», № 294, 29 декабря 1926 г.
- «Русский педагогический ежегодник в Латвии» 1927, под редакцией Ю. Д. Новоселова, (посвящён Ф. А. Эрну, содержит статьи основателя Русских университетских курсов К. И. Арабажина, русского историка Р. Ю. Виппера, искусствоведа Б. Р. Виппера, депутата Латвийского Сейма М. Я. Лазерсона и философа М. Д. Вайнтроба).